# Julián Garcés
Julián Garcés, O.P. (1452, Munébrega, Aragó - † 7 de desembre de 1541) fou un sacerdot dominic espanyol, primer bisbe de Nova Espanya i primer de la diòcesi de Tlaxcala, el 1525, i després de la diòcesi de Yucatán. Ocupà el càrrec de bisbe entre el 13 d'octubre del 1525 fins a la seva mort.
Va fer la professió al convent de Calatayud, estudià a les universitats de Salamanca i París. Ensenyà teologia al convent de Saragossa, on aconseguí el títol de mestre. Després estudià a París filosofia, teologia i llatí. Fou predicador de Carles V.
Fou nomenat bisbe de la nova diòcesi de Tlaxcala, a Nova Espanya, per cèdula reila de 6-IX-1527. Garcés fou proposat pels consellers eclesiàstics de Carles V. El 1525 el papa Climent VII el nomenà bisbe. A la carta rebuda el papa li comunicà: "Us concedim a vós i als bisbes que el succeiran, que no us feu dir bisbe de Santa Maria (dels Remeis o de Yucatán), sinó de Tenuxtitlán i de les altres terres que són mencionades".
Garcés va escollir la ciutat de Tlaxcala de Xicohténcatl com a seu episcopal. Malgrat la seva edat, 73 anys, no dubtà a posar-se en camí cap a les Índies, prenent possessió de la seu dos anys després. En el temps que estigué al capdavant del bisbat, destacà per la cura en la protecció dels indis, així com en l'erecció de temples i serveis d'assistència. Fruit d'aquesta empresa fou l'edificació d'un hospital al camí de Veracruz a Mèxic i el temple catedral de Puebla de los Ángeles, nom que adoptà després la seva diòcesi.